# Uti possidetis
Uti possidetis (lat. kako posjedujete), načelo međunarodnog prava na temelju kojeg se unutrašnja razgraničenja između administrativnih jedinica priznaju kao državne granice u času stjecanja neovisnosti. To se načelo pojavilo u 19. stoljeću u procesu osamostavljivanja bivših latinskoameričkih kolonija. 
Primjenu načela uti possidetis potvrdila je i Badinterova komisija u slučaju raspada SFRJ, te je u svom Mišljenju br. 3 od 11. siječnja 1992. istaknula da se granice između bivših federalnih jedinica smatraju državnim granicama sljednica i ne mogu se mijenjati silom, nego samo sporazumom.
Načelo uti possidetis je priznao i Međunarodni sud u graničnom sporu između Burkine Faso i Malija 1986. (to načelo je "opće načelo, logično povezani s fenomenom stjecanja samostalnosti,bez obzira na to gdje se on zbiva", a njegova svrha je "spriječiti da neovisnost i stabilnost novih država budu dovedene u opasnost zbog bratoubilačkih borbi koje proistječu iz negiranja granica nakon povlačenja država upraviteljica")
Načelo uti possidetis primijenjeno je i:
za razgraničenje epikontinentalnog pojasa između Libije i Tunisia, pri određivanju morske granice između Gvineje Bisao i Senegala (međunarodna arbitraža), 
u sporu između El Salvador i Hondurasa (Međunarodni sud)

## Poveznice
- Sukcesija država